# Anquetil de Harcourt
Anquetil de Harcourt también o Anchetil y Ansketil, (c. 990-1034) señor de Harcourt. Fue un noble normando, hijo de Turquetil de Harcourt y de Adeline [Anceline] de Montfort, una hija del barón Bernard Toussaint de Montfort. Fue el primero en adoptar el apellido Harcourt.
De sus siete hijos, el mayor, Errand de Harcourt, acompañó a Guillermo el Bastardo, durante la conquista normanda de Inglaterra y regresó a Normandía en 1078. Hizo una donación a la Abadía de la Trinidad de Fécamp y asistió, con su padre, a la que Judith de Bretaña, duquesa de Normandía, hizo a la abadía de Notre-Dame de Bernay en 1024.

## Herencia
De su matrimonio con Ève de Boissey (c. 1008-1080), señora de Boissey-le-Châtel, fruto de esa relación nacieron ocho hijos, cuatro de los cuales participaron en la conquista de Inglaterra en 1066 y algunos de los cuales se establecieron allí:
- Errand de Harcourt, señor de Harcourt, participó en la conquista de Inglaterra.[4]
- Roberto I de Harcourt, apodado el Fuerte.
- Jean [John] de Harcourt;
- Arnould de Harcourt (m. 1068), participó en la conquista de Inglaterra; y murió allí en el campo de batalla contra los daneses.[3]
- Gervais d'Harcourt;
- Yves de Harcourt, participó en la conquista de Inglaterra y se estableció allí.
- Ranaud [Renauld] de Harcourt;
- Agnès de Harcourt, señora de Formeville;
- Guillaume [William] fitzAnschetil (d'Harcourt).